# Peter Herzog (Leichtathlet)
Peter Herzog (* 1. August 1987 in Saalfelden am Steinernen Meer) ist ein österreichischer Langstreckenläufer. Er hielt ab 2020 mit 2:10:06 h den österreichischen Rekord auf der Marathondistanz, welcher am 30. März 2025 von Aaron Gruen mit einer Zeit von 2:09:53 h unterboten wurde.

## Werdegang
Der Salzburger Peter Herzog besuchte die Skihauptschule Saalfelden und wurde in Nachwuchskadern von Alfred Eder trainiert. Dann führte ihn sein Weg zum artistischen Rad-Trialsport, den er zwölf Jahre lang betrieb. Für seine nächste Leidenschaft, den Triathlon, fehlte Herzog die Schwimmstärke. Daher wechselte der Athlet des LC Saalfelden auf die Marathondistanz und erzielte unter seinem Trainer Peter Bründl rasche Fortschritte. In Frankfurt kam er 2016 auf 2:21:11 h, nachdem er drei Wochen zuvor bei den Österreichischen Meisterschaften im Halbmarathon in Salzburg die Bronzemedaille gewonnen hatte. Beim Berlin-Marathon steigerte er sich im Herbst 2017 2:17:37 h.
Herzog ist aktiver Sportler des Heeressportzentrums des Österreichischen Bundesheers. Als Heeressportler trägt er derzeit den Dienstgrad Gefreiter.

### Staatsmeister im Crosslauf, Halbmarathon-WM-Teilnahme und EM-Zehnter im Marathon 2018
Im Frühjahr 2018 verbesserte Herzog seine Halbmarathonbestzeit bei der Weltmeisterschaft in Valencia (Spanien) auf 1:03:22 h und beendete das Rennen als bester aus dem ÖLV-Team auf dem 53. Platz. Zwei Wochen zuvor wurde bei der CrossAttack in Salzburg österreichischer Staatsmeister im Crosslauf, sein erster Staatsmeistertitel. Das notwendige Limit für die Teilnahme am Marathon bei den Europameisterschaften 2018 in Berlin erbrachte Herzog am 22. April 2018 beim Vienna City Marathon. Nach einem gesundheitlichen Einbruch wegen großer Hitze nach rund 30 km, gelang ihm in 2:16:57 h das Limit von 2:17 h. Bei den Europameisterschaften 2018 belegte Herzog in Berlin im Marathon am 12. August in neuer persönlicher Bestzeit von 2:15:29 h (neuer Salzburger Landesrekord) den zehnten Rang. Gemeinsam mit Lemawork Ketema (Platz 8, 2:13:22 h) und Christian Steinhammer (Platz 41, 2:20:40 h) gelang Österreich damit völlig unerwartet Platz drei in der Teamwertung hinter Italien und Spanien.

### Staatsmeister Halbmarathon 2019
Um sich besser auf sein Ziel Olympiateilnahme 2020 vorbereiten zu können, wechselte Herzog ab 1. September 2018 den Verein und schloss sich der Union Salzburg Leichtathletik an. Außerdem wagte er als Angehöriger des Heeressportzentrums in Hochfilzen den Schritt zum Profi.
Nach einem enttäuschenden Auftritt beim Vienna City Marathon 2019 (2:16:16 h) beendete Herzog die Zusammenarbeit mit Peter Bründl und fand wenig später in Johannes Langer einen neuen Coach. Im August 2019 wurde er in 1:03:53 h in Klagenfurt Staatsmeister im Halbmarathon. Beim Berlin-Marathon Ende September lief Herzog mit 2:10:57 h eine deutliche neue Bestleistung, belegte als bester Europäer den 12. Rang und unterbot damit auch das Limit (2:11:30 h) für die Olympischen Spiele in Tokyo 2020, die aufgrund der COVID-19-Pandemie auf 2021 verschoben wurden.

### Österreichischer Marathonrekord 2020
Am 4. Oktober stellte der 33-Jährige beim London-Marathon in 2:10:06 h bei Dauerregen als Gesamtzwölfter und drittbester Europäer eine neue österreichische Rekordzeit auf und verbesserte die bisherige Bestmarke von Lemawork Ketema (Wien 2019) um 38 Sekunden.
Im Juli 2020 lief er beim Berlin 5k Invitational in 13:54 min Landesrekord im 5-km-Straßenlauf und gewann im August 2020 seinen ersten Staatsmeistertitel auf der Bahn über 5000 Meter in 13:54,25 min.
Herzog startete in guter Form in das Jahr 2021 und lief bei einem Einladungswettkampf in Berlin eine persönliche Bestleistung im 10-km-Lauf. In einer Zeit von 28:12 min verpasste er den österreichischen Rekord von Günther Weidlinger lediglich um zwei Sekunden., Zwei Wochen später wurde er bei einem Einladungshalbmarathon in Dresden von einer Muskelverletzung in der Wade gestoppt die eine längere Pause zur Folge hatte und den Start der Olympiavorbereitung verzögerte. Am 8. August 2021 belegte Herzog bei seiner ersten Teilnahme an den Olympischen Spielen mit einer Zeit von 2:22:15 h den 61. Platz im Marathonlauf, der aus klimatischen Gründen nicht in Tokio, sondern in Sapporo ausgetragen wurde.
In Vorbereitung auf den Sevilla-Marathon 2022 stellte er bei seinem Testwettkampf am 30. Jänner, dem Sevilla-Halbmarathon, in 1:03:17 h eine neue Halbmarathonbestleistung auf. Den Sevilla-Marathon selbst musste er aufgrund einer schmerzenden Sehne im hinteren Oberschenkel auf halber Strecke aufgeben.
Peter Herzog hat am 23. April 2022, nach seiner mehrwöchigen Oberschenkelverletzung und nur kurzer Vorbereitungszeit, den Vienna 10K (10-Kilometer-Bewerb) im Rahmen des 39. Vienna City Marathons in einer Zeit von 30:03 min gewonnen. Nur einen Tag später, am 24. April 2022, hat Peter Herzog beim Vienna City Halbmarathon nur 6 Sekunden hinter dem Gesamtsieger, Mario Bauernfeind, mit einer Zeit von 1:05:41 h den zweiten Platz belegt. Bei einem Meeting in Leiden lief er mit einer deutlichen neuen persönlichen Bestleistung von 28:17,06 min bis auf zwei Sekunden an das EM-Limit von München heran. Dann konzentrierte sich Herzog auf die Vorbereitung auf den Berlin-Marathon, den er am 25. September in einer Zeit von 2:12:16 h als zweitbester Europäer auf Rang 21 absolvierte.
Am 21. April 2024 wurde er beim Vienna City Marathon in 02:15:29 zweitbester Österreicher hinter Mario Bauernfeind und Gesamt-19. Drei Wochen später gewann er den Salzburg Marathon in einer Zeit von 02:21:46 deutlich vor dem Kenianer Peter Wahome Murithi.
Am 29. September 2024 erreicht er beim BMW Berlin-Marathon mit 02:12:08 seine drittschnellste Zeit, wird gesamt 34. und gewinnt sogar die Altersklasse 35+. Er verpasst die EM-Norm für Brüssel 2025 um nur 8 Sekunden.

## Belege
1. ↑  ORF at/Agenturen riwo: Leichtathletik: Neo-Österreicher läuft sensationell zu Rekord. 30. März 2025, abgerufen am 31. März 2025.
2. ↑  Bundesheer-Leistungssportler/-innen. (PDF) In: Webseite Bundesheer. Österreichisches Bundesheer, 1. Dezember 2020, S. 2, archiviert vom Original (nicht mehr online verfügbar) am 5. Februar 2021; abgerufen am 26. Februar 2021.  Info: Der Archivlink wurde automatisch eingesetzt und noch nicht geprüft. Bitte prüfe Original- und Archivlink gemäß Anleitung und entferne dann diesen Hinweis.
3. ↑  Österreichs Marathon-Sensation Peter Herzog; Vom Hobbyläufer zum Profisportler. In: race-news-service.com. runnersworld.de, 7. Oktober 2020, abgerufen am 4. Februar 2021.
4. ↑  ÖLV – Peter Herzog läuft in Berlin 2019 neue Marathon Bestzeit und Limit für Olympische Spiele 2020 (29. September 2019)
5. ↑  Sensation in London: Peter Herzog läuft zum Marathon-Rekord (4. Oktober 2020)
6. ↑  Peter Herzog schrammt am österreichischen 10K-Rekord vorbei. In: Run Austria. 7. März 2021, abgerufen am 1. Februar 2022 (deutsch).
7. ↑  Herzog in Dresden von Wadenverletzung gestoppt. In: Run Austria. 21. März 2021, abgerufen am 1. Februar 2022 (deutsch).
8. ↑  Thomas Bauer (HDsports): Olympia 2021 in Tokio (Japan) - Ergebnisse Marathon Herren: Eliud Kipchoge wiederholt Olympiasieg. 8. August 2021, abgerufen am 8. August 2021 (deutsch).
9. ↑  Bestleistung mit Handbremse und schweren Beinen. In: Run Austria. 31. Januar 2022, abgerufen am 1. Februar 2022 (deutsch).
10. ↑  Sehne 1, Herzog 0 – Enttäuschung in Sevilla. In: Run Austria. 21. Februar 2022, abgerufen am 4. Oktober 2022 (deutsch).
11. ↑  Peter Herzog | Vienna 10K | Vienna City Marathon 2022 | Wiener Sport. 24. April 2022, abgerufen am 24. April 2022 (deutsch).
12. ↑  39. Vienna City Marathon am 24. April 2022. Abgerufen am 24. April 2022.
13. ↑  Thomas Kofler: 2:01:09, Weltrekord! Kipchoges nächstes Meisterstück. In: Run Austria. 26. September 2022, abgerufen am 4. Oktober 2022 (österreichisches Deutsch).
14. ↑  Herzog:Talent und Unkraut vergehen nicht ! In: Kronenzeitung. 29. September 2024, abgerufen am 29. September 2024.

| Personendaten    | Personendaten                                       |
| ---------------- | --------------------------------------------------- |
| NAME             | Herzog, Peter                                       |
| KURZBESCHREIBUNG | österreichischer Langstreckenläuferin und Triathlet |
| GEBURTSDATUM     | 1. August 1987                                      |
| GEBURTSORT       | Saalfelden am Steinernen Meer                       |